# Білоруська весна
Білоруська весна — щорічнний фестиваль сучасної білоруської культури, що проводився у 2007—2011 роках у Києві та інших містах України.

## Історія
Фестиваль за словами організаторів мав на меті познайомити «українців з Білоруссю різною, якої вони не знають» та «репрезентувати в Україні свіжу й актуальну білоруську культуру поза стереотипами» і поєднував в собі мистецьку та громадсько-політичну складові.
В рамках «Білоруської весни» відбувалися публічні дискусії, вуличні акції та перформанси, музичні концерти, кінопокази, виставки фото, ЗМІ та карикатур, літературні читання та поетичні слеми.
Події фестивалю проводилися у різних локаціях в Києві протягом двох-чотирьох тижнів, після чого окремі елементи програми повторювалися у кількох інших містах. Наприклад, 2009 року регіональні події відбулися у Львові, Івано-Франківську, Тернополі, Луцьку, Харкові, Донецьку, Кременчуці та Луганську, у 2010 — у Броварах, Харкові, Львові, Івано-Франківську, Чернівцях, Дніпрі і Херсоні.
У літературних подіях фестивалю у різні роки з білоруського боку участь брали зокрема Володимир Орлов, Андрій Хаданович, Марія Мартисевич, Владислав Ахроменко, Наталка Бабіна; з українського — Олександр Ірванець, Сергій Пантюк, Світлана Поваляєва, Дмитро Лазуткін, Артем Полежака, Дзвінка і Богдана Матіяш та інші.
В рамках «Білоруської весни» відбулися прем'єрні в Україні покази фільмів «Площа» Юрія Хащеватського про протести 2006 року, «Білоруський спротив» Антося Тележникова про повоєнну антирадянську партизанку, «Окупація. Містерії» Андрія Кудиненка, «Королівство дохлих мишей» Віктора Дашука.
Громадсько-політична складова фестивалю була представлена зокрема круглими столами, присвяченими стратегії українських громадських організацій щодо Білорусі (2007), медіа-середовищу у Білорусі (2008), національній ідентичності у Східній Європі (2009), цензурі у книговиданні в Білорусі та Україні (2009), авторитаризації влади в Україні на фоні білоруського досвіду (2011). У дискусіях серед інших брали участь Віталій Портников, Василь Костицький, Олесь Ульяненко, Оксана Левкова, Юрій Макаров, Богдан Кутєпов, Володимир Чемерис.

## Відгалуження
Відгалуженнями фестивалю стали проекти «Пералаз» — фестиваль актуального українського мистецтва в Мінську (2009) — та «Білоруський десант», в рамках якого організовувалися білоруські культурні події в Україні поза фестивалем.